# Barszcz (potrawa)

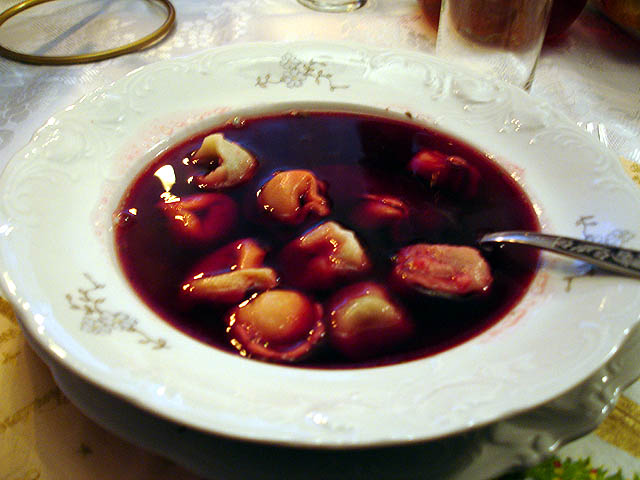
Polski barszcz czerwony z uszkami

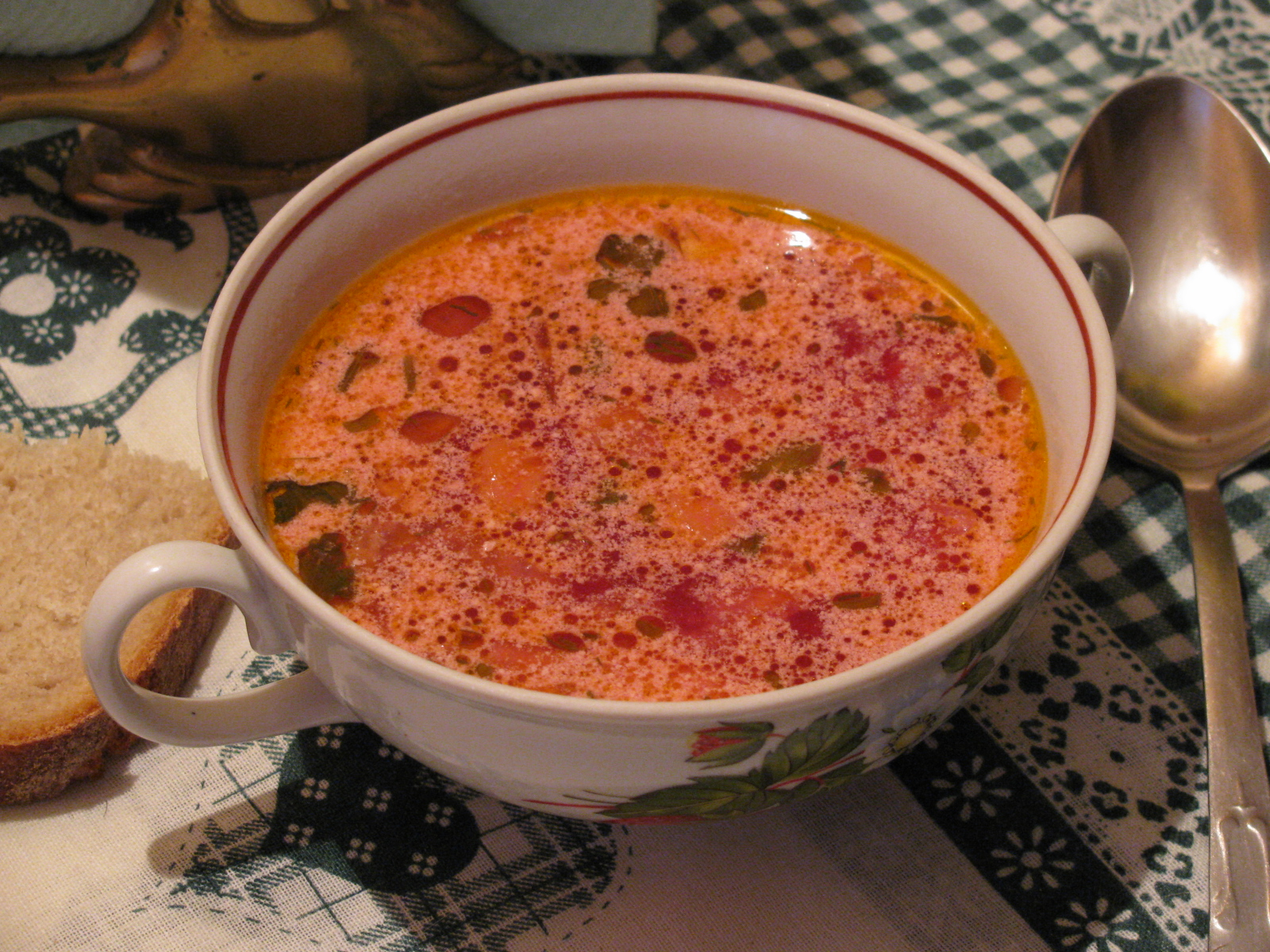
Barszcz czerwony zabielany

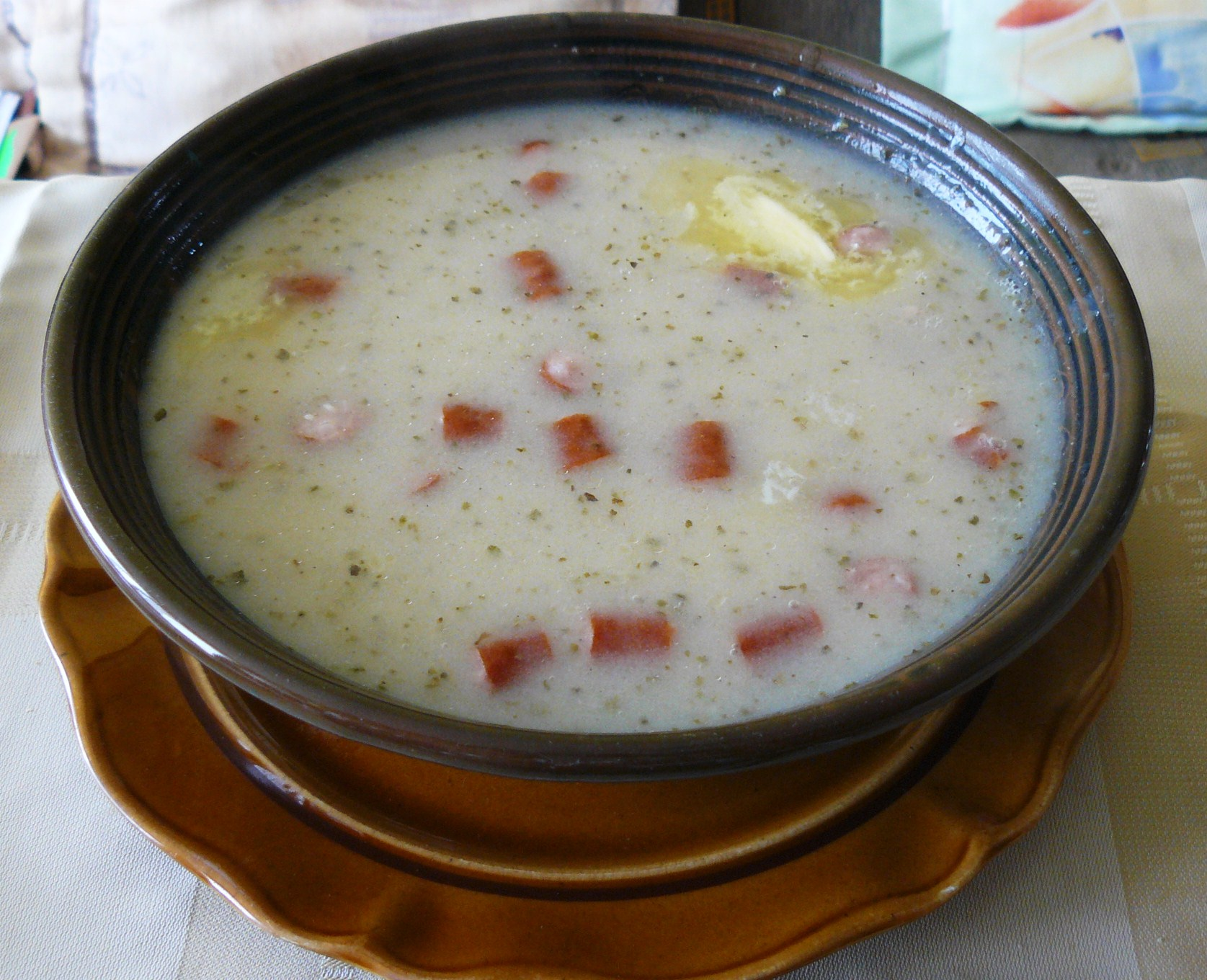
Polski barszcz biały, zabielany

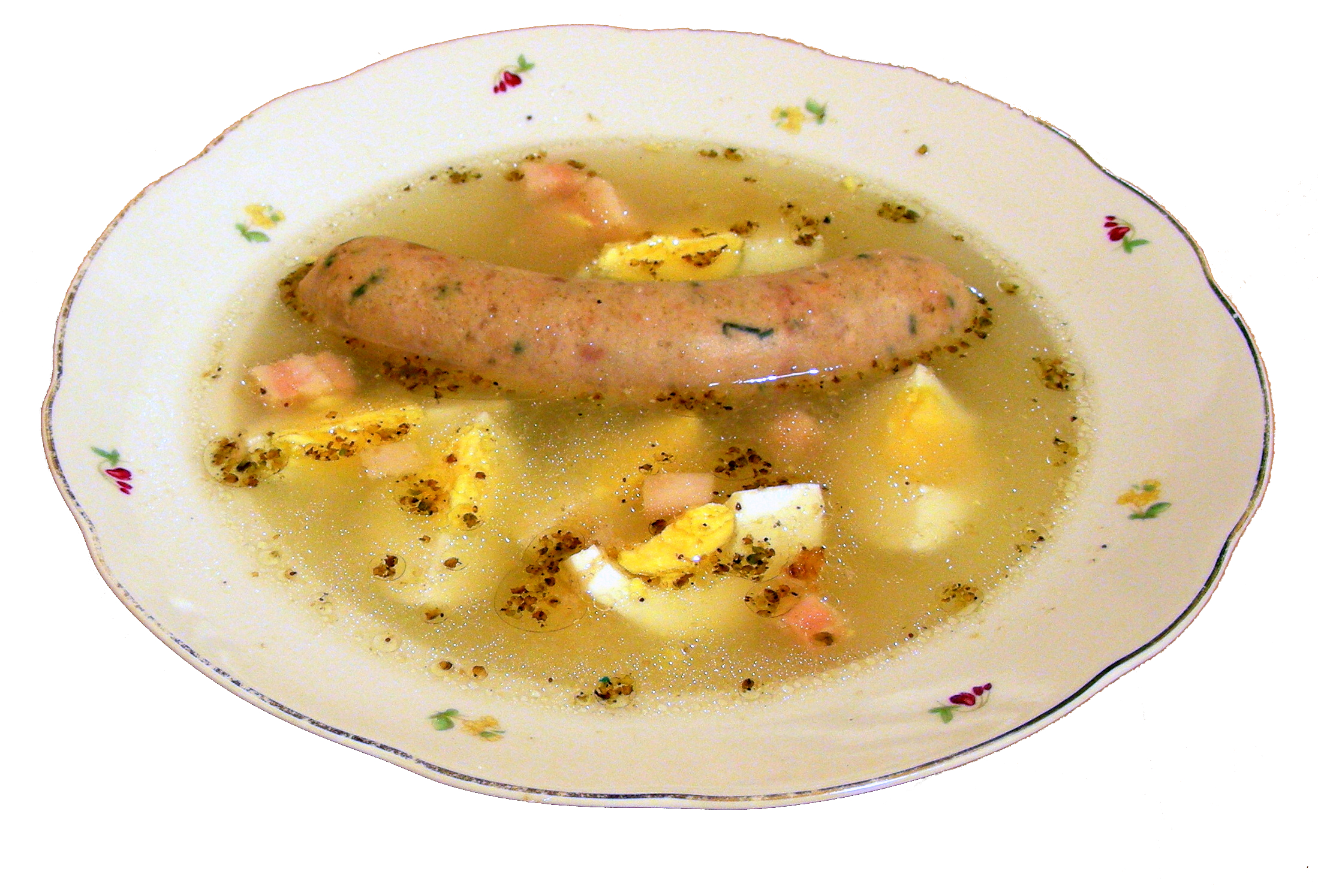
barszcz biały (czysty) wielkanocny

Barszcz – zupa przyrządzana na zakwasie lub zaprawiona octem. Barszcze popularne są w krajach Europy środkowej i wschodniej.
Współcześnie barszcz przyrządza się na zakwasie z mąki albo wykorzystując kwas warzywny lub owocowy. Może to być np. sok z kapusty kiszonej, sok z kiszonych buraków czerwonych. Dawne barszcze były robione na bazie owoców berberysu lub owoców – żurawiny albo agrestu.
Barszcz przygotowywany z buraków ćwikłowych, zwany barszczem czerwonym, tradycyjnie uznawany jest za danie kuchni polskiej, ukraińskiej i rosyjskiej.

## Historia: barszcz zwyczajny
Początkowo barszczem nazywano polewkę przygotowaną z kiszonych liści barszczu zwyczajnego. Historyczne wzmianki o tej potrawie wskazują na prawdopodobieństwo jej pochodzenia z V–VI wieku n.e. z terenów dzisiejszej Ukrainy.
Według średniowiecznych przekazów, barszcz zbierano w maju, zanim jego łodygi zdążyły stwardnieć. Do przygotowania zakwasu wykorzystywano kwiaty, łodygi i liście tej rośliny. Zakwas uważano za świetne lekarstwo na kaca. Zazwyczaj jednak przygotowywano z niego zupę, łącząc go z bulionem mięsnym, żółtkami i śmietaną lub mąką jaglaną. Było to danie spożywane głównie przez biednych chłopów. Jeszcze w XV wieku – gdy rozpowszechniło się na terenach współczesnej Polski i Białorusi – ówczesna szlachta stroniła od niego postrzegając je pogardliwie jako pożywienie „wieśniaków”.

## Barszcz biały (kuchnia polska)
W dawnej kuchni polskiej barszcz biały oznaczał zupę gotowaną na barszczu zwyczajnym (zob. wyżej).

Barszczem białym lub żurem (żurkiem) nazywana jest zupa na zakwasie z mąki, chleba lub owsianek. Kwestia rozróżnienia tych potraw jest problematyczna – temat jest źródłem sporów w środowisku kulinarnym, nazewnictwo zależy m.in. od regionu kraju. 
Barszczem białym nazywa się też zupę na kwasie warzywnym lub owocowym. Przykładem jest barszcz biały na zakwasie z kapusty kiszonej. Spotykane są też barszcze białe zakwaszane octem, np. wytwarzany w okolicach Turku w województwie wielkopolskim barszcz biały na króliku po tokarsku, którego podstawą jest wywar mięsny, śmietana i ocet.

## Barszcz z czerwonych buraków w kuchni polskiej
Jak podaje Maciej E. Halbański w swoim Leksykonie sztuki kulinarnej, barszcz sporządza się na wywarze z buraków, często też z kości, i zakwasza się kwasem burakowym. W wersji zabielanej jest podprawiany śmietaną, a często też żółtkami. Barszcz gotowany z kością szpikową to tzw. barszcz z rurą.
Współcześnie barszcz czerwony podaje się z ziemniakami, jajkami na twardo, pasztecikami lub krokietami. Postny barszcz czerwony, przyprawiony wywarem z suszonych grzybów, podawany jest tradycyjnie podczas wieczerzy wigilii Bożego Narodzenia z uszkami lub do kulebiaka. Według Encyklopedii staropolskiej Glogera, postny czysty barszcz czerwony był dawniej podawany jako jedyny posiłek w tym dniu.
Przepis na barszcz czerwony pojawił się w kuchni staropolskiej już w XVI wieku, a pisał o nim Mikołaj Rej. Tak zachwala polski barszcz czerwony Syreniusz, autor z przełomu XVI i XVII wieku:
„Barszcz nasz polski znajomszy jest każdemu u nas, w Rusi, w Litwie, w Żmudzi, a niźli by się mógł z okolicznościami swymi opisać. Do lekarstwa i do stołu użyteczny, jest barzo smaczny. Bądź sam tylko warzony, bądź z kapłonem albo innymi przyprawami, jako z yaycy [jajami], ze śmietaną i jagły. Pragnienie po przepiciu uśmierza, warzony, jakokolwiek pożywany. Także i surowy kwaszony, w gorączkach pijać bywa dobry”.
Lucyna Ćwierczakiewiczowa w swojej książce 365 obiadów za 5 złotych podała m.in. przepis na „barszcz czysty” ugotowany na rosole wołowym i kwasie burakowym, z dodatkiem osobno ugotowanych lub pieczonych buraków ćwikłowych. Taką zupę polecała podać do jajek w koszulkach lub z uszkami z mięsa wołowego lub z gotowaną kiełbasą (pokrojoną w plasterki).
Regionalną odmianą barszczu jest np. barszcz chrzanowo-buraczany.

## Przykłady barszczów
- barszcze z buraków ćwikłowych (zob. wyżej barszcz czerwony):
  - barszcz z rurą (czerwony z kością szpikową)[10][7]
  - wigilijny barszcz z uszkami (postny barszcz czerwony podawany z uszkami)
  - barszcz chrzanowo-buraczany[24][25][26]
  - barszcz czerwony zakwaszany (danie kuchni żydowskiej, barszcz podawany z kreplami podczas Święta Namiotów)
  - barszcz ukraiński (zupa z buraków, zakwaszana octem lub sokiem z cytryny)
  - barszcz z botwiną[27]
  - chłodnik litewski (zabielany chłodnik z botwiny)
  - barszcz wołyński (z dodatkiem innych warzyw i dowolnego mięsa)
- barszcz zielony szczawiowy (ukraińska zupa szczawiowa)[28]
- barszcz biały na zakwasie z mąki pszennej
- barszcz biały na zakwasie żytnim
  - reg. podkarp. barszcz biały wielkanocny[29]
- barszcz biały na kwasie z kiszonej kapusty
- barszcz grzybowy (czysty lub zabielany)